# Herman Vos (1928-2012)
Herman Lodewijk Alfons Vos (Meise, 8 juli 1928 – Edegem, 19 december 2012) was een Vlaams schrijver.

## Levensloop
Hij was de jongste van de negen kinderen van Louis Vos (1885-1958) en van Emilienne Mertens (1885-1966). De vader was achtereenvolgens beroepsmilitair, bankbediende en bureauchef bij de Nationale Bank in Brussel. In 1944 werd hij vervolgd voor collaboratie en emigreerde met een deel van zijn gezin naar Argentinië.
Vos volgde lagere school in Meise en moderne humaniora aan het St.-Lievenscollege in Antwerpen. Wat van het gezin in België achterbleef, verhuisde naar Berchem en Gent, waar Vos de lessen volgde aan het Provinciaal Handels- en Taalinstituut, zonder een diploma te behalen.
In 1948-1949 volbracht hij zijn militaire dienst bij de parachutisten. In 1949, woonachtig in Londerzeel, werkte hij als hulpboekhouder in Laken (Brussel) en toen hij wat spaargeld had bijeengebracht reisde hij zijn familie naar Argentinië achterna.
Hij nam zijn intrek, eerst bij een zus in Santos Lugares en vervolgens bij een andere zus in Norberto de la Riestra. Hij kwam er aan de kost als dijkwerker, timmerman, magazijnmeester, expert in gasleidingen en mecanicien van dieselmotoren. Hij ging daarna in San Justo wonen bij zijn ouders.
Hij werkte mee aan het jongerenblad Tijl (opgericht door Jan Daels) en aan het maandblad geleid door Leo Poppe, De Schakel-El Lazo.
In maart 1955 trouwde hij in Temperley (gemeente Lomas de Zamora) met Jeannine Coene (°Oostende, 10 januari 1933) uit een eveneens naar Argentinië uitgeweken gezin. Ze keerden naar België terug en gingen wonen in Sint-Job-in-'t-Goor bij de schrijver Valère Depauw en zijn vrouw, die een nicht van Herman Vos was. Na een tijd te hebben gewerkt als installateur van centrale verwarming, werd hij door bemiddeling van Depauw aangeworven in de Tijdschriften Uitgevers Maatschappij. Hij schreef er voor de bladen Goed Nieuws voor de Vrouw, Panorama, Libelle, Zie, De Autotoerist, alsook in de Franstalige edities van de groep. Hij deed dit onder pseudoniemen zoals Herman Reinaert, Rik Koene, Armand Renard, Henri Cohenne en Armando Zorro. Hij verleende ook medewerking aan jeugdprogramma's voor radio en televisie.
In december 1966 werd Vos benoemd tot rijksinspecteur bij de openbare bibliotheken van de arrondissementen Turnhout, Mechelen, Dendermonde en Halle-Vilvoorde, een functie die voor hem al was vervuld door Gerard Walschap, Hubert Lampo en Albert van Hoogenbemt.
In de jaren 1971-1974 was hij redactielid van het literaire tijdschrift Heibel en van 1984 tot 1288 van Diogenes.
Vos was een onvermoeibaar reiziger. Reportages over zijn reizen werden gepubliceerd in weekbladen of voorgedragen op de openbare omroep.

## Publicaties
- De zonen van Pepe Gimenez, novelle, in: Dietsche Warande en Belfort  en bij Boekengilde De Clauwaert, Leuven, 1960.
- Een man kwam van de Cerro, roman, Boekengilde De Clauwaert, Leuven, 1961.
- Het ultieme salvo, roman, Heideland, Hasselt, 1964.
- Het Saubiest, verhaal, in: M. Gijsen e.a., Het dier en wij, Brussel-Den Haag, Manteau, 1968.
- Ik ben de Maraboe, roman, Boekengilde De Clauwaert, Leuven, 1969.
- Heilige Bertien, luisterspel, 1970.
- Variaties in het zand, verhalen, Uitg. Britto, Amsterdam/Antwerpen, 1970.
- Het grote gebeuren, essay, in: Heibelboek. Een sarcastische reflectie van het literaire leven in Vlaanderen, Uitg. Britto, Amsterdam/Antwerpen, 1970.
- En daarbij, ik ben een spons..., toneelwerk voor het Mechels Miniatuurtheater (werd niet opgevoerd), 1972.
- Nathalie! Nathalie!, roman, Boekengilde De Clauwaert, Leuven, 1974.
- Las Palmas, verhaal, in: De kortste verhalen en gedichten van…, samengesteld door Walter Soethoudt, Antwerpen, Walter Soethoudt, 1974.
- De koning van Tahoua, novelle, Boekengilde De Clauwaert, Leuven, 1976.
- De droes, roman, Boekengilde De Clauwaert, Leuven, 1977.
- De strandloopster, verhaal, in:  verzamelbundel: “Meer suers dan soets – Verhalen rondom liefde en leed”, Davidsfonds, Leuven, 1977.
- De vervloekte minnaar, verhaal, in:  verzamelbundel: “Meer suers dan soets – Verhalen rondom liefde en leed”, Davidsfonds, Leuven, 1977.
- A vos ordres, luisterspel, BRT, Brussel, 1978.
- De groene leeuw, verhaal, in: verzamelbundel: “Mijn dorp is de wereld” , Davidsfonds, Leuven, 1979.
- * Het zonnerad, roman, Boekengilde De Clauwaert, Leuven, 1980.
- Vluchthuis 3, roman, De Roerdomp, Brecht, 1982.
- Brix om te leven, roman, Boekengilde De Clauwaert, Leuven, 1985.
- De paasnagel, roman, Boekengilde De Clauwaert, Leuven, 1987.
- Sprookjes in het kleine theater, BRT, Brussel, 1988. Sprookjes bewerkt tot televisieverhaaltjes voor kinderen, die door voordrachtkunstenaar Francis Verdoodt op het scherm werden gebracht.
- Petar, roman, Boekengilde De Clauwaert, Leuven, 1989.
- El Camino: een weg naar vrienden, gedichten, uitg. De Roerdomp, 1990.
- Capitán Maria, verhalen, De Clauwaert, Leuven, 1992.
- Zeg maar Napoleon, Davidsfonds/De Clauwaert, Leuven, 1993.
- Zeekanaal, gedichten, uitg. Dilbeekse cahiers, 1994.
- Senso unico: voettocht naar Assisi langs Zuid en langs Noord, reisverhaal, De Roerdomp, 1994.
- Een dorp vergeten, jeugdherinneringen, Dilbeekse Cahiers, 1996.
- In het Antwerpse satirische weekblad ‘t Pallieterke schreef Vos wekelijkse rubrieken onder de titel God schept de dagen (1982-1983) en Vanuit Malpertuis (1983-1988). Daarin gaf hij commentaar op recente gebeurtenissen en kon hij zijn ervaringen en impressies kwijt.

## Eerbetoon
- 1961: Prijs van de provincie Antwerpen voor de novelle De zonen van Pepe Giminez
- 1962: Referendumprijs van de Vlaamse Letterkundigen voor De zonen van Pepe Gimenez
- 1963: Heideland romanprijs Noord-Zuid voor Het ultieme salvo
- 1969: Laureaat van het Referendum van de Clauwaertlezer voor Ik ben de maraboe
- 1970: Prijs van de provincie Antwerpen voor de roman Ik ben de maraboe
- 1970: Derde prijs in de wedstrijd luisterspelen van de B.R.T. voor Heilige Bertien
- 1982: Prijs van de provincie Antwerpen voor het luisterspel A vos Ordres
- 2007: Nestorprijs van het tijdschrift Heibel voor zijn gehele oeuvre